# 2020년 하계 올림픽 스위스 선수단
2020년 하계 올림픽 스위스 선수단은 2021년 7월 23일부터 8월 8일까지 일본 도쿄에서 열린 2020년 하계 올림픽에 참가한 올림픽 스위스 선수단이다.
스위스는 2020년 도쿄 하계 올림픽에 출전했다. 원래 2020년 7월 24일부터 8월 9일까지 열릴 예정이었던 올림픽은 코로나19 범유행으로 인해 2021년 7월 23일부터 8월 8일로 연기되었다. 스위스 선수들은 소련의 헝가리 침공에 항의하여 멜버른에서 열린 1956년 하계 올림픽을 부분적으로 보이콧한 것을 제외하고 현대 하계 올림픽의 모든 대회에 출전했다.
스위스는 지난 대회와 마찬가지로 금메달 집계를 반복했을 뿐만 아니라 전체 메달 집계도 지난번 7개에서 13개로 늘렸다. 그들은 1952년 헬싱키 대회 이후 처음으로 두 자릿수 메달을 획득했다.

## 출전 선수
| 종목           | 남자 | 여자 | 전체 |
| -------------- | ---- | ---- | ---- |
| 육상           | 5    | 11   | 16   |
| 배드민턴       | 0    | 1    | 1    |
| 카누           | 2    | 1    | 3    |
| 사이클         | 16   | 6    | 22   |
| 다이빙         | 0    | 1    | 1    |
| 승마           | 5    | 2    | 7    |
| 펜싱           | 3    | 0    | 3    |
| 체조           | 4    | 1    | 5    |
| 유도           | 1    | 1    | 2    |
| 가라테         | 0    | 1    | 1    |
| 조정           | 6    | 3    | 9    |
| 요트           | 3    | 3    | 6    |
| 사격           | 0    | 2    | 2    |
| 스포츠클라이밍 | 0    | 1    | 1    |
| 수영           | 9    | 4    | 13   |
| 탁구           | 0    | 1    | 1    |
| 테니스         | 1    | 2    | 3    |
| 트라이애슬론   | 2    | 2    | 4    |
| 배구           | 2    | 4    | 6    |
| 레슬링         | 1    | 0    | 1    |
| 전체           | 60   | 47   | 107  |

## 같이 보기
- 올림픽 스위스 선수단